# ميخائيل غوردون (ملحن)
ميخائيل غوردون (بالإنجليزية: Michael Gordon)‏ هو ملحن أمريكي، ولد في 20 يوليو 1956 في ماناغوا في نيكاراغوا.

## وصلات خارجية
- ميخائيل غوردون على موقع ميوزك برينز (الإنجليزية)
- ميخائيل غوردون على موقع ديسكوغز (الإنجليزية)